# Droit international privé
Ne doit pas être confondu avec Droit international.
Le droit international privé (sous forme d'abréviation : DIP) dans les systèmes de droit romano-civiliste « est constitué par l'ensemble des principes, des usages ou des conventions qui gouvernent les relations juridiques établies entre des personnes régies par des législations d'États différents ». Il peut en ce sens être qualifié d'« instrument de gestion de la diversité des droits ».  
Le droit international privé a vocation à s'appliquer dans une situation de conflit de lois nationales causé par un élément d'extranéité dans l'application de situations de droit privé. Le droit international privé vise à « régler ce conflit en faveur de l'une des lois en présence en forgeant des instruments spécifiques à cet effet ». S'il s'agit de relations entre États, le droit applicable est le droit international public.  À noter que le terme "État" ne sous entend pas uniquement des États ou des pays souverains, et peut également faire référence aux conflits de lois entre différents États fédérés.  Par exemple, le Canada étant un État fédéral dans lequel les provinces ont la compétence pour légiférer en matière de droit privé, lorsqu'il y a conflits de lois causés par un élément d'extranéité, on parle donc de droit international. Le terme État fait donc référence à l'État qui possède la souveraineté dans un domaine particulier, que ce soit l'État central ou l'État fédéré.
Le droit international privé a donc pour objectif de déterminer : 
- la juridiction compétente pour trancher le litige (conflit de juridiction) ;
- la loi applicable pour trancher le litige (conflit de loi).

Le droit international privé organise aussi la reconnaissance puis l'application des décisions juridictionnelles provenant d'un autre pays du monde (exequatur). 
Contrairement à ce que pourrait laisser entendre son nom, le droit international privé n'est pas uniforme et varie selon les pays. Ainsi il existe un droit international privé en France différent du droit international privé en Tunisie. 

## Terminologie
Le droit international privé emploie une terminologie ou une interprétation propre de certains termes. Le vocabulaire du droit international privé comprend des expressions latines (lege fori, lex loci delicti) pour lesquelles il existe des traductions satisfaisantes en français. Par ailleurs, le droit international privé emploie des termes spécifiques (loi de police) ou pris dans une acception spécifique (ordre public international).

## Histoire

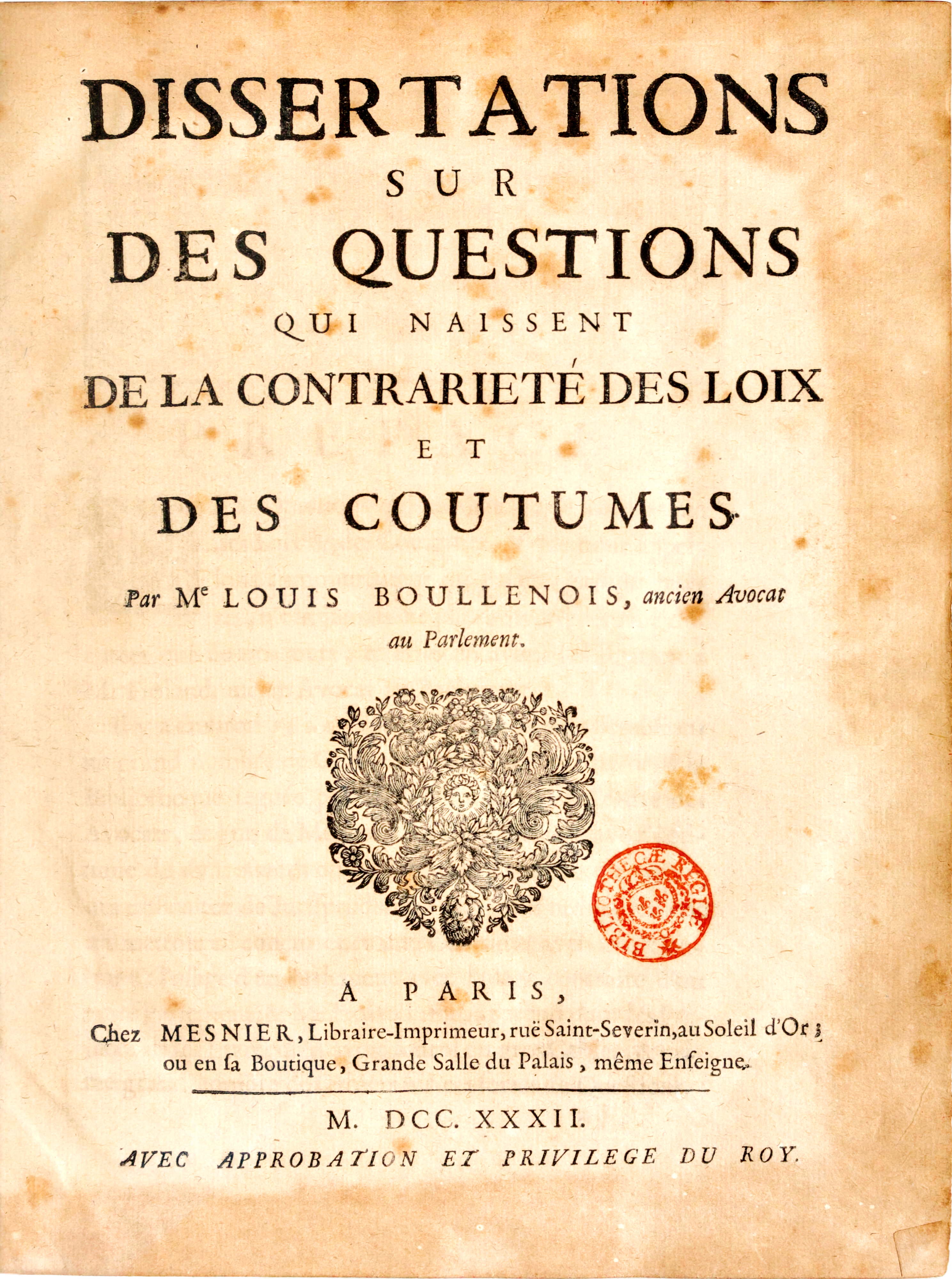
Dissertations sur la contrariété des lois et des coutumes de Boullenois, contenant son Plan de Jurisprudence universelle.

Parler de « droit international privé » au sein du droit romain est controversé, mais il est certain qu'à toutes les personnes qui n'étaient pas citoyennes de l'empire, les juges de Rome appliquent le ius gentium. Au long du Moyen-Âge, les juristes inventent une distinction entre les lois qui suivent les personnes et celles qui s'attachent aux lieux, et certains tentent d'imaginer des systèmes d'application des lois fondés sur ce qu'ils imaginaient comme la raison humaine, par exemple Louis Boullenois avec son Plan de Jurisprudence universelle. Ces positions sont connues dans l'historiographie sous le terme de statutisme.
Avec l'édification des États-nations à l'époque moderne, un groupe de Néerlandais (Ulrich Huber, Paulus et Johannes Voet) invente la doctrine du comitas gentium (en), selon laquelle ce ne sont pas les lois qui déterminent elles-mêmes leurs propres périmètres d'application, mais les États qui disposent d'une souveraineté absolue sur leurs territoires qui peuvent décider de prêter effet à des lois étrangères dans l'espoir que ce respect soit mutuel. En 1834 aux États-Unis, Joseph Story s'intéressent à ces idées et invente le terme de « droit international privé »: alors que l'école néerlandaise du comitas considérait que les règles de conflit de lois dépendent de la volonté de chaque pays et font donc partie du droit national, Story estime que certains principes universels pourraient quand même être dégagés par la raison et entérinés dans le droit international des traités et de la coutume (qu'il propose dès lors d'appeler « droit international public »).

## Par pays

### France

#### Raisonnement du conflit de lois
La méthode du conflit de lois dite méthode conflictuelle présente trois caractéristiques. D'une part la méthode conflictuelle est dite indirecte, en ce qu'elle ne permet pas de trancher le litige au fond. Elle permet simplement de désigner la loi applicable au litige. On dit aussi que la règle de conflit est bilatérale, car son but est de déterminer la loi applicable à un rapport de droit considéré. Enfin, la règle de conflit est censée être neutre en ce qu'elle ne prend pas partie pour l'une ou l'autre des  lois potentiellement applicables à un rapport de droit considéré, elle se contente de choisir laquelle est la plus adaptée à régir la situation.

#### Qualification de la situation
L'opération de qualification est le «classement de la question posée dans une catégorie de rattachement: statut personnel, statut réel, contrat, responsabilité délictuelle». L'opération de qualification n'est du reste, pas exclusive au droit international privé. Elle irrigue tous les domaines du droit. Par exemple, en droit civil il est nécessaire de qualifier un contrat pour déterminer son régime et en droit pénal il faut qu'une infraction soit qualifiée pour que le prévenu soit condamné. 
Avant l'avènement du droit international privé européen, la question du conflit de qualifications se posait. Les juridictions françaises ont eu à connaître de cette problématique à l'occasion de l'affaire dite Caraslanis. Les faits étaient les suivants: un mariage civil avait été célébré en France, entre un homme de nationalité grecque et une femme française. Les relations entre les époux se détériorent jusqu'à ce qu'une juridiction française prononce le divorce. Le mari, Caraslanis soutient que les époux n'ont en réalité jamais été mariés, car le droit grec imposait la célébration par un prêtre orthodoxe pour que le mariage soit valide. Le droit international privé français en matière de mariage, imposait que chaque époux doive respecter les conditions de fond établies par leur loi personnelle pour valablement se marier. Les conditions de forme étant régies par le règle du locus regit actum (la loi du lieu de l'acte) qui était la France. Ainsi en l'espèce, pour que le mariage soit valide, l'époux grec devait remplir les conditions de fond établies par la loi grecque et l'épouse française devait remplir les conditions de fond établies par la loi française. C'est pourquoi l'époux soutenait que le mariage n'avait jamais eu lieu en l'espèce, car l'exigence tenant à la célébration par un prêtre orthodoxe était considérée comme une condition de fond par la loi grecque. Or, la loi française elle, qualifiait une telle exigence de condition de forme qui n'avait donc pas vocation à s'appliquer puisque la loi régissant la forme était la loi française. C'est là que résidait le conflit de qualification, le juge français devait-il qualifier cette condition de condition de fond (selon la conception grecque) ou de condition de forme (selon la conception française) ?
En France, la Cour de cassation a décidé à cette occasion que la qualification devait s'opérer lege fori, c'est-à-dire selon les conceptions de la loi du for (le for étant la juridiction saisie de l'affaire). Ainsi, le juge français a qualifié la condition invoquée par l'époux Caraslanis de condition de forme, conformément aux conceptions de l'ordre juridique français. À ce titre, les époux n'étaient donc pas tenus de célébrer leur mariage devant un prêtre orthodoxe pour que celui-ci soit valide, la loi régissant la forme de l'acte étant la loi française et non la loi grecque en vertu de la règle locus regit actum.
Aujourd'hui[Quand ?], la qualificaiton lege fori est résiduelle en droit français. En effet, l'essentiel du droit international privé est désormais d'origine européenne qui impose des qualifications dites «autonomes», afin de s'assurer de l'application uniforme du droit international privé sur tous les États-membres. Par exemple, la Cour de Justice des Communautés Européennes, s'agissant du champ d'application de la convention de Rome de 1980, a jugé en 1992 que la matière contractuelle se définissait comme celle dans laquelle il existait un engagement librement assumé d'une partie envers une autre. Cette qualification posée par la Cour est autonome en ce que les juridictions nationales, faisant application du droit international privé européen, doivent se plier à la qualification dégagée par la Cour, indépendamment des qualifications retenues en droit interne.

#### Détermination du juge compétent
Les règles de conflit de juridictions ont pour but de déterminer la juridiction compétente, dans un différend présentant des éléments d'extranéité, justifiant l'application du droit international privé. 
Dans un premier temps, le droit français se désintéressait totalement des litiges entre étrangers en considérant que l'extranéité des parties constituait un motif d'incompétence pour les juridictions françaises. Cette conception est abandonnée progressivement, notamment par un arrêt dit « Scheffel » rendu par la Cour de cassation en 1962 par lequel les juges ont considéré que « l'extraneité des parties n'est pas une cause d'incompétence des juridictions françaises ». Cet arrêt est aussi remarquable en ce qu'il a posé un principe général pour déterminer la compétence internationale des juridictions françaises qui doit se déterminer « par extension des règles de compétence territoriale interne ».

### Union europénne
L'avènement de la Communauté européenne du charbon et de l'acier (CECA) puis de la communauté économique européenne (CEE) et enfin celui de l'Union européenne a permis une harmonisation du droit international privé des différents États-membres dans certains domaines particuliers du droit, comme les obligations contractuelles, les obligations alimentaires ou encore les mariages.

#### Conflit de juridictions
Le droit positif en vigueur au sein de l'Union européenne en matière de conflit de juridictions est issu du règlement (UE) no 1215/2012 dit « Bruxelles I bis ». Ce règlement est applicable à la matière civile et commerciale, bien que certaines matières soient explicitement exclues de son champ d'application comme les litiges liées à l'état ou à la capacité des personnes, à l'arbitrage ou encore à la sécurité sociale.

#### Conflit de lois
Sous l'impulsion du droit communautaire, une grande partie du droit international privé des États-membres de l'Union européenne a été harmonisé. L'application des règles de droit international privé nationales est devenue dès lors plus marginale.

### Québec
En droit québécois, le livre dixième du Code civil du Québec est consacré au droit international privé. Pour déterminer si les tribunaux québécois sont compétents pour entendre un litige, il faut d'abord se demander si le litige comporte ou non un élément d'extranéité, au sens où l'entend l'arrêt Dell Computer Corp de la Cour suprême du Canada. Un élément d'extranéité signifie qu'un aspect du litige a un quelconque rapport avec une juridiction étrangère. S'il y a un élément d'extranéité, les règles de livre dixième du Code civil vont trouver application. L'art. 3134 C.c.Q. énonce le principe général que les autorités québécoises sont compétentes lorsque le défendeur a son domicile au Québec. L'art. 3148 C.c.Q. est l'article le plus important du Code civil en matière de compétence territoriale. Il énonce les cas explicites où les autorités québécoises sont compétentes.

« Dans les actions personnelles à caractère patrimonial, les autorités québécoises sont compétentes dans les cas suivants :
1. Le défendeur a son domicile ou sa résidence au Québec ;
2. Le défendeur est une personne morale qui n’est pas domiciliée au Québec mais y a un établissement et la contestation est relative à son activité au Québec ;
3. Une faute a été commise au Québec, un préjudice y a été subi, un fait dommageable s’y est produit ou l’une des obligations découlant d’un contrat devait y être exécutée ;
4. Les parties, par convention, leur ont soumis les litiges nés ou à naître entre elles à l’occasion d’un rapport de droit déterminé ;
5. Le défendeur a reconnu leur compétence.

Cependant, les autorités québécoises ne sont pas compétentes lorsque les parties ont choisi, par convention, de soumettre les litiges nés ou à naître entre elles, à propos d’un rapport juridique déterminé, à une autorité étrangère ou à un arbitre, à moins que le défendeur n’ait reconnu la compétence des autorités québécoises. »

## Liens